# Шломо Лясковський
Шломо (Соломон) Лясковський (англ. Shlomo (Solomon) Liaskovsky) (1903, Вінтертор, Швейцарія — після 1982, Аргентина) — ізраїльський і аргентинський архітектор, що народився в Швейцарії.

## Біографія
Шломо Лясковський народився у Швейцарії. Вивчав інженерне мистецтво в Технікумі Вінтертора (англ. Techniqum of Wintertor), Швейцарія. Працював в Брюсселі, Парижі і Цюриху.
У 1932 році переїхав в Палестину і почав працювати як партнер у фірмі інженера Якоба Оренштейна (англ. Jacob Orenstein), з яким вони стали співавторами великої будівлі «Бейт Поліщук» на розі вулиць Алленбі і Нахлат Біньямін у Тель-Авіві.
1937 ріку поїхав в Аргентину, де працював по 1979 рік. У 1982 закрив свою фірму.